# S.A. Zanvit

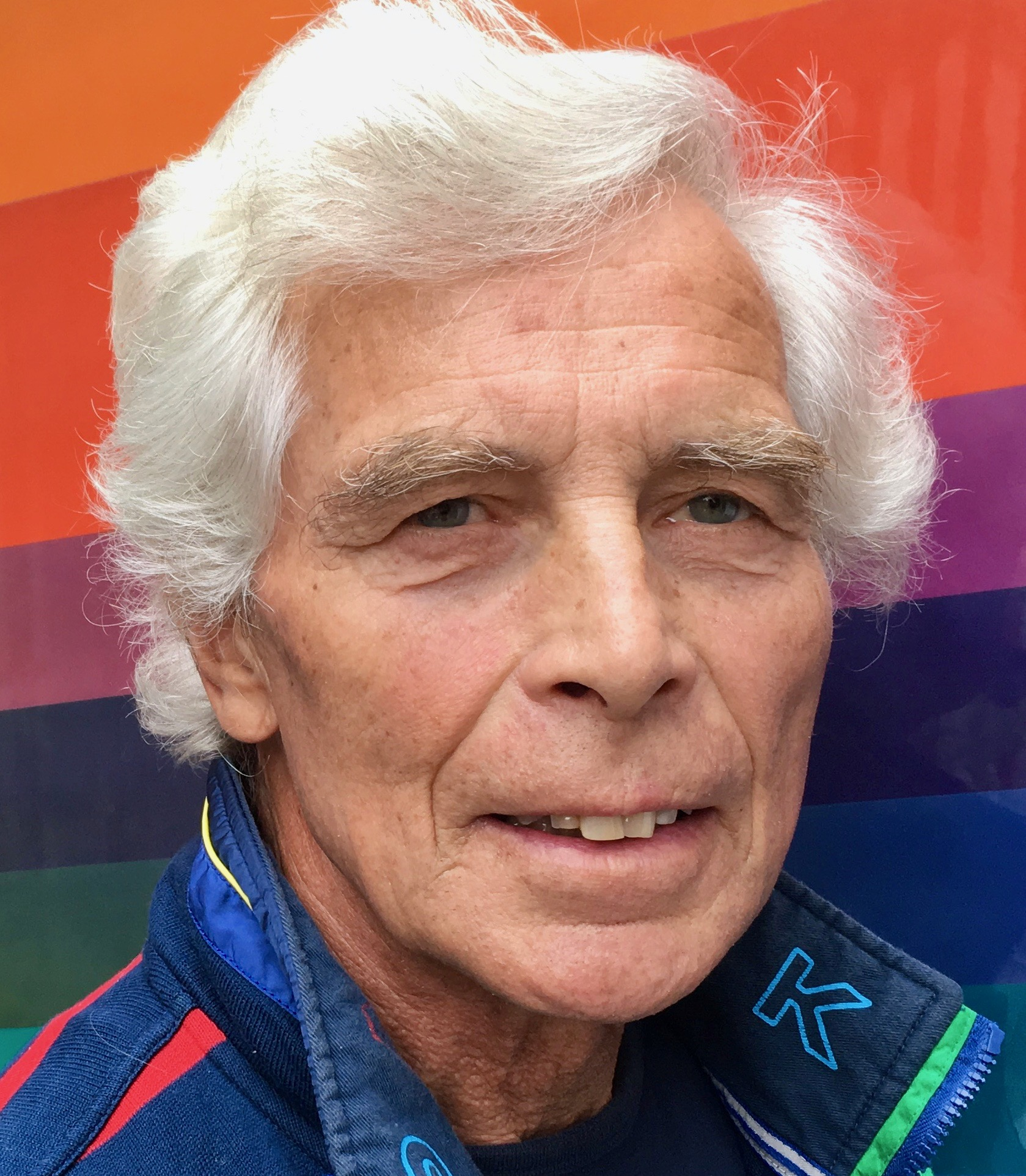
S.A. Zanvit (2017)

S.A. Zanvit (* 22. Januar 1950 in Wilen bei Herdern TG als Anton Schäfli) ist ein Schweizer Kunstmaler, Zeichner und Grafiker. Sein ganzes Leben verfolgte er das künstlerische Schaffen, Landschaftsmalen, Porträtieren, abstrakte Konzepte. Das farbliche Ereignis wahrnehmen und in großer Freiheit expressionistisch darstellen stand immer im Vordergrund. Nationale und internationale Aufmerksamkeit erhielt S.A. Zanvit besonders mit seinen Säulen der Menschenrechte, welche die einzelnen Menschenrechte der Vereinten Nationen thematisieren.

## Leben
S.A. Zanvit wurde 1950 in Wilen geboren. Im Alter von 13 Jahren stellte er bereits erste Werke in den Schaufenstern von Geschäften in Aadorf aus. Von 1966 bis 1971 folgte die Ausbildung zum Gestalter und Grafik-Designer an der Zürcher Hochschule der Künste, der heutigen ZHDK. Zwischen 1971 und 1977 war er nebst seiner Künstlertätigkeit als Grafiker bei E+U Hiestand in Zollikon tätig. Von 1977 bis 1978 war er schließlich bei Paul Beer im Zollikerberg als Grafiker tätig. 1978 folgte die Selbständigkeit als Grafiker und Kunstmaler mit eigenem Atelier in Aadorf im Kanton Thurgau. 1982–1986 folgte eine Ausbildung als Zeichenlehrer an der Zürcher Hochschule der Künste. Seit 1986 ist er nebst seinem künstlerischen Schaffen als Zeichenlehrer tätig und hat sich auf die Vorbereitung für Aufnahmeprüfungen für Vorkurse an Fachhochschulen spezialisiert.

## Ausstellungen
Nationale und internationale Aufmerksamkeit erhielt S.A. Zanvit besonders mit seinen Säulen der Menschenrechte, welche die einzelnen Menschenrechte der Vereinten Nationen thematisieren. 1999 wurden diese auch im Bundeshaus in Bern ausgestellt.
- 1963 Bilderausstellung in den Schaufenstern der Geschäfte Aadorf
- 1973 Zeichnungen in der Treppengalerie Ernst Hiestand, Zollikon
- 1986 Ausstellung Blüemlisalpstrasse, Zürich
- 1987–1989 Ausstellungen in der Galerie an der Hauptstraße 34, Aadorf und der Galerie Kirchplatz Aadorf
- 1989 Galerie Feldbach Steckborn
- 1990 Galerie Rodenbach Stuttgart
- 1995 Galerie Bad Engadin Scuol
- 1998 Galerie Zähringer Zürich
- 1999 Kunsthalle St. Moritz
- 1999 Thema Art Gallery Zürich
- 1999 Säulen der Menschenrechte im Bundeshaus in Bern[3]
- 2000 Säulen der Menschenrechte, Gemeindezentrum, Aadorf[4]
- 2001 Säulen der Menschenrechte und Bilder Zollikerberg
- 2001 Säulen der Menschenrechte, TKB Weinfelden
- 2002 Ausstellungen London, Paris und Rom
- 2004/06 Galerie Werk-Art St. Gallen
- 2006 Kunstforum Meisterschwanden
- 2019 Ausstellung in der Gemeinde- und Schulbibliothek, Aadorf[5][6][7]